# 六刺瘤腹蛛
六刺瘤腹蛛（学名：Ordgarius sexspinosus）为园蛛科瘤腹蛛属的动物。分布于印度至日本以及中国大陆的贵州等地。